# Calle de Segovia (Madrid)
La calle de Segovia es una vía urbana del casco histórico de Madrid (España), en el barrio de Palacio, que discurre en línea recta y dirección este-oeste desde la plaza de Puerta Cerrada al puente de Segovia. Fue una de las principales vías de acceso a la Villa, por lo que conserva en su recorrido edificios y ambientes que relatan diversos capítulos de la historia de la capital de España y sus habitantes.

## Toponimia e historia
La calle se asienta sobre un pronunciado barranco, por el que pasaba el cauce del arroyo de San Pedro (por otros nombres: arroyo de la Fuente de San Pedro, arroyo «Matrice» o arroyo “del Pozacho”). Este barranco constituía, en la Edad Media, una de las vías de entrada más importantes a la ciudad, ya que comunicaba el casco urbano con el antiguo camino de Segovia, que arrancaba una vez sobrepasado el río Manzanares.
Con el establecimiento de la Corte en Madrid en el año 1561, el rey Felipe II impulsó la ordenación urbanística de la zona, para facilitar el acceso a la villa y, más en concreto, al desaparecido Real Alcázar, la residencia real.
El proyecto contemplaba la construcción de un puente sobre el río y de una gran avenida que, partiendo de este punto, llegara hasta el centro urbano, a la altura de la Puerta Cerrada, una de las entradas de la antigua muralla medieval.
De este diseño, sólo pudo llevarse a cabo el puente de Segovia (1582-1584), una estructura de nueve ojos, atribuida al arquitecto Juan de Herrera, que sustituyó al viejo puente Segoviana, levantado en la primera mitad del siglo xiv por orden de Alfonso XI de Castilla.
Con respecto a la avenida, tan sólo se materializó una mínima parte del proyecto. Fueron derribadas algunas casas y se procedió a nivelar el terreno, lo que permitió la aparición de una vía de acceso a la ciudad, que recibió el nombre de calle Real Nueva. Este topónimo fue sustituido con el tiempo por el de Segovia, dada la vinculación de la calle tanto con el puente como con el camino homónimos. En el plano de Texeira de 1656 aparece rotulada con el nombre de calle de la Puente.
En la segunda mitad del siglo xix, el Anteproyecto de Ensanche de 1857 favoreció el desarrollo de un nuevo caserío en el tramo final de la calle de Segovia, el más próximo al río y el más alejado del primitivo núcleo medieval. Se instala en el número 4 de la calle el dispensario Azúa durante la dictadura de Primo de Rivera en el año 1924. Este barrio, integrado en la actualidad por viviendas populares, estuvo dominado en su origen por establecimientos industriales y fabriles.

## Descripción

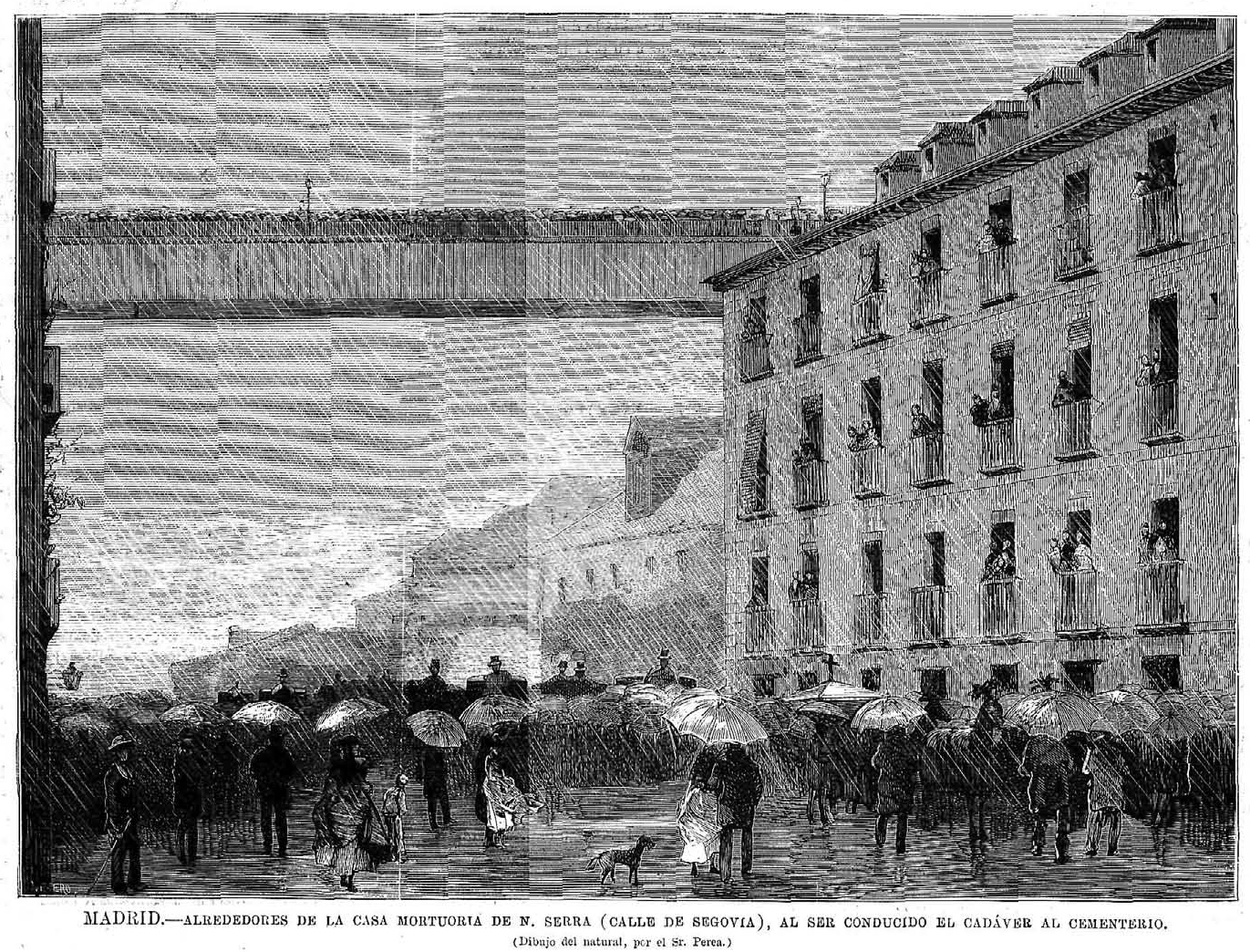
Calle de Segovia en 1877, durante el entierro de Narciso Serra. Al fondo la estructura original del primitivo Viaducto.

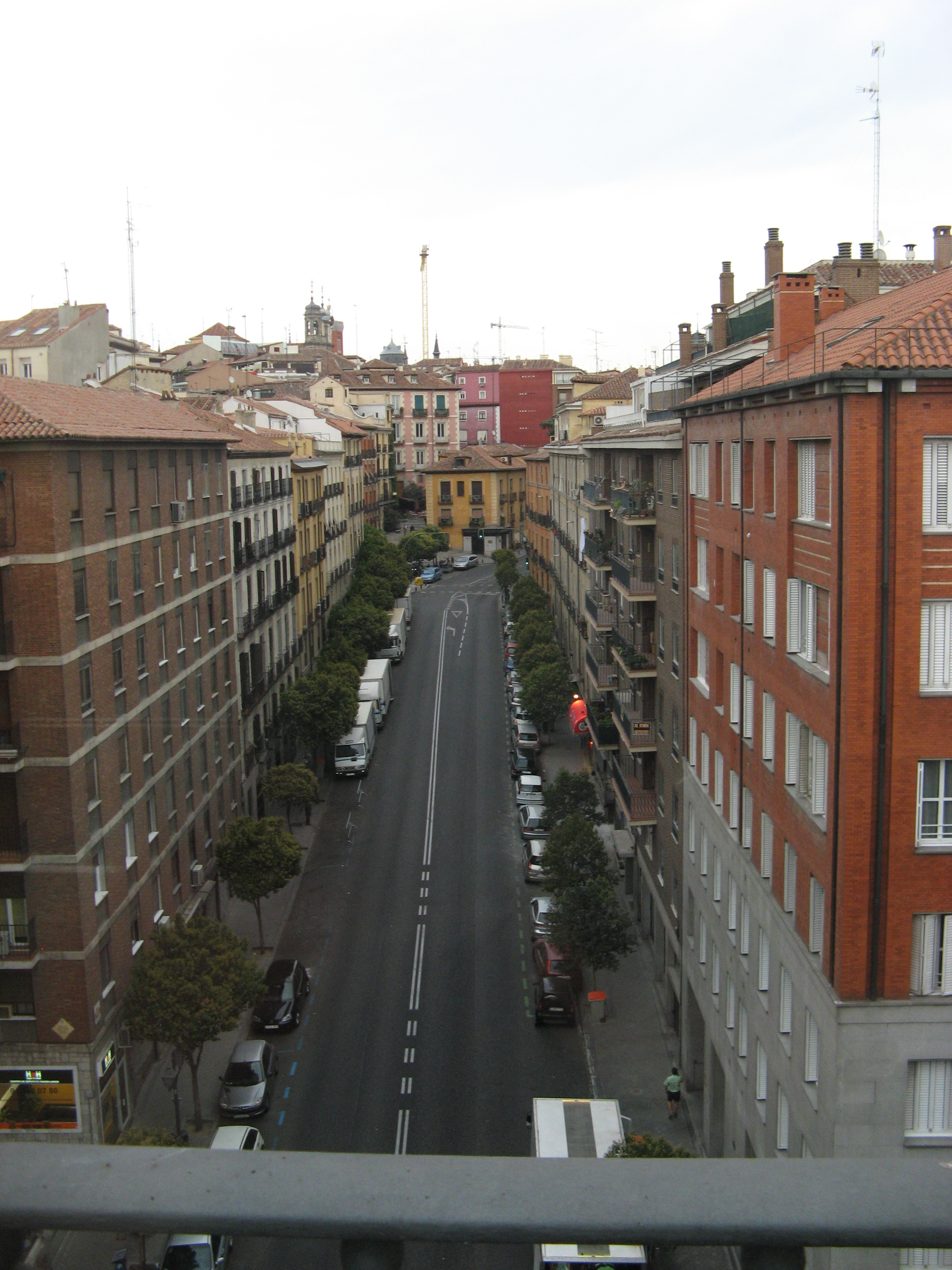
La calle desde el Viaducto, en 2008.

Se pueden diferenciar dos tramos en su recorrido determinados por las zonas urbanas que atraviesa. El primero es coincidente con el primitivo casco medieval de Madrid y el segundo con el ensanche acometido en el siglo XIX.

### Primer tramo
Este tramo va desde la plaza de Puerta Cerrada hasta la Ronda de Segovia, que confluye con la calle de Segovia perpendicularmente. Discurre por el llamado Madrid de los Austrias, nombre con el que se designa al núcleo fundacional de la ciudad y a la expansión urbanística impulsada por la citada dinastía real.
Se corresponde con la parte más estrecha de la vía, configurada en esta zona por una calzada con dos carriles, uno en sentido de ida y otro de vuelta. En su punto inicial, cercano a Puerta Cerrada, la calle forma una curva para después enderezarse en línea recta, a partir de la iglesia de San Pedro el Viejo.
En esta parte, la calle está flanqueada por edificios erigidos, en su mayor parte, a finales del siglo XIX y principios del siglo XX, así como por diferentes monumentos y recintos de carácter histórico-artístico, datados en épocas anteriores. A continuación se relacionan los conjuntos más destacados, ordenados siguiendo la dirección este-oeste:
- Iglesia de San Pedro el Viejo. Este templo católico es uno de los más antiguos de Madrid. Su torre mudéjar data del siglo XIV.
- Palacio de Anglona. Se trata de una mansión palaciega construida hacia 1530, si bien su aspecto actual corresponde a una reforma realizada en el año 1802. Debe su nombre a Pedro de Alcántara Téllez-Girón, príncipe de Anglona y marqués de Javalquinto, quien habitó en el lugar en el siglo XIX.
- Jardín del Príncipe de Anglona. Anexo al Palacio de Anglona, está situado sobre un terraplén. Constituye una de las escasas muestras de jardines nobiliarios del siglo XVIII que se conservan en la capital.
- Plaza de la Paja. De trazado medieval, esta plaza da a la calle de Segovia a través de la Costanilla de San Andrés. Sus edificios más notables son la Capilla del Obispo y el Palacio de los Vargas, ambos del siglo XVI.
- Plaza de la Cruz Verde. Queda definida por un ensanche de la propia calle de Segovia. Está presidida por la Fuente de Diana cazadora, del siglo XIX, si bien su conjunto escultórico fue realizado en el siglo XVIII por los escultores Ludovico Turqui y Francisco del Valle.
- Casa del Pastor. El edificio actual data de 1990 y es obra de Francisco de Asís Cabrero y Carlos Riaño. Conserva un escudo de armas de Madrid, labrado en piedra de granito en el siglo XVI que es considerado como el más antiguo de la capital.[3]
- Viaducto de Segovia. Consta de tres bóvedas, de 35 m de luz. Debajo del arco central, que salva un desnivel de 23 m, pasa la calle de Segovia. Fue levantado en el año 1934 para prolongar la calle de Bailén, por su parte superior.
- Jardines de Las Vistillas. Conjunto verde monumental que se extiende sobre las laderas y cima del primitivo cerro de las vistillas de San Francisco, al pie de la plaza de Gabriel Miró y a partir de un diseño de 1932 del arquitecto Fernando García Mercadal y remodelado en 1945 por Manuel Herrero Palacios.[4] Ocupan la parte más alta del cerro de Las Vistillas y se distribuyen en dos plataformas escalonadas con zonas arboladas y manchas de césped en el conjunto antiguo de las cuestas de Javalquinto, Bailén, la Cuesta de los Ciegos con su escalinata, y la ondulante calle de Beatriz Galindo.

### Segundo tramo
En el segundo tramo distinguido, que va desde la Ronda de Segovia hasta el puente homónimo, la calle se ensancha notablemente. En esta parte, presenta dos calzadas: una principal, formada por seis carriles (tres por cada sentido), y una vía de servicio lateral, que permite el acceso al barrio surgido en la segunda mitad del siglo XIX.
Los edificios que delimitan este tramo fueron construidos, en su gran mayoría, en el siglo XX. Se alinean en la cara sur, mientras que, en el lado septentrional, aparece el Parque de Atenas, inaugurado en 1971. Este conjunto ajardinado se levanta sobre el antiguo Campo de la Tela, un solar donde el rey Felipe II promovía la celebración de encuentros caballerescos.

## Ilustres vecinos
En el antiguo número 3 de esta calle, en su confluencia con el Pretil de los Consejos, nació, en la primavera de 1809, Larra. El que sería agudo escritor romántico vivió sus primeros años en casa de su abuelo paterno (Antonio Crispín de Larra y Morán de Navia) que, como administrador de la Casa de la Moneda disponía de una de las viviendas para empleados habilitadas en el antiguo emplazamiento de esta institución.

## Galería de imágenes

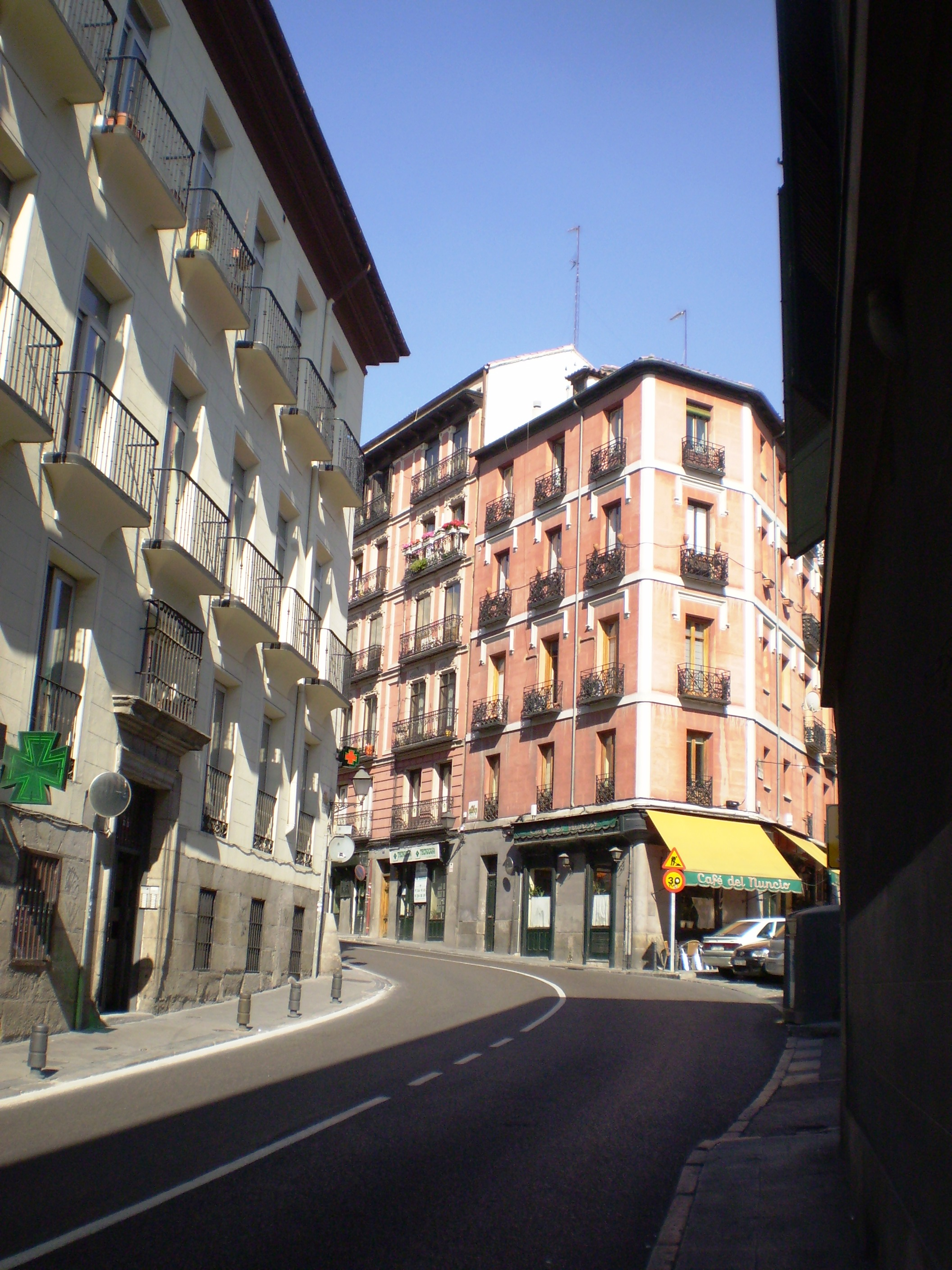
Vista parcial de la calle de Segovia, en su tramo inicial, cerca de su confluencia con la travesía del Nuncio y la Costanilla de San Pedro.
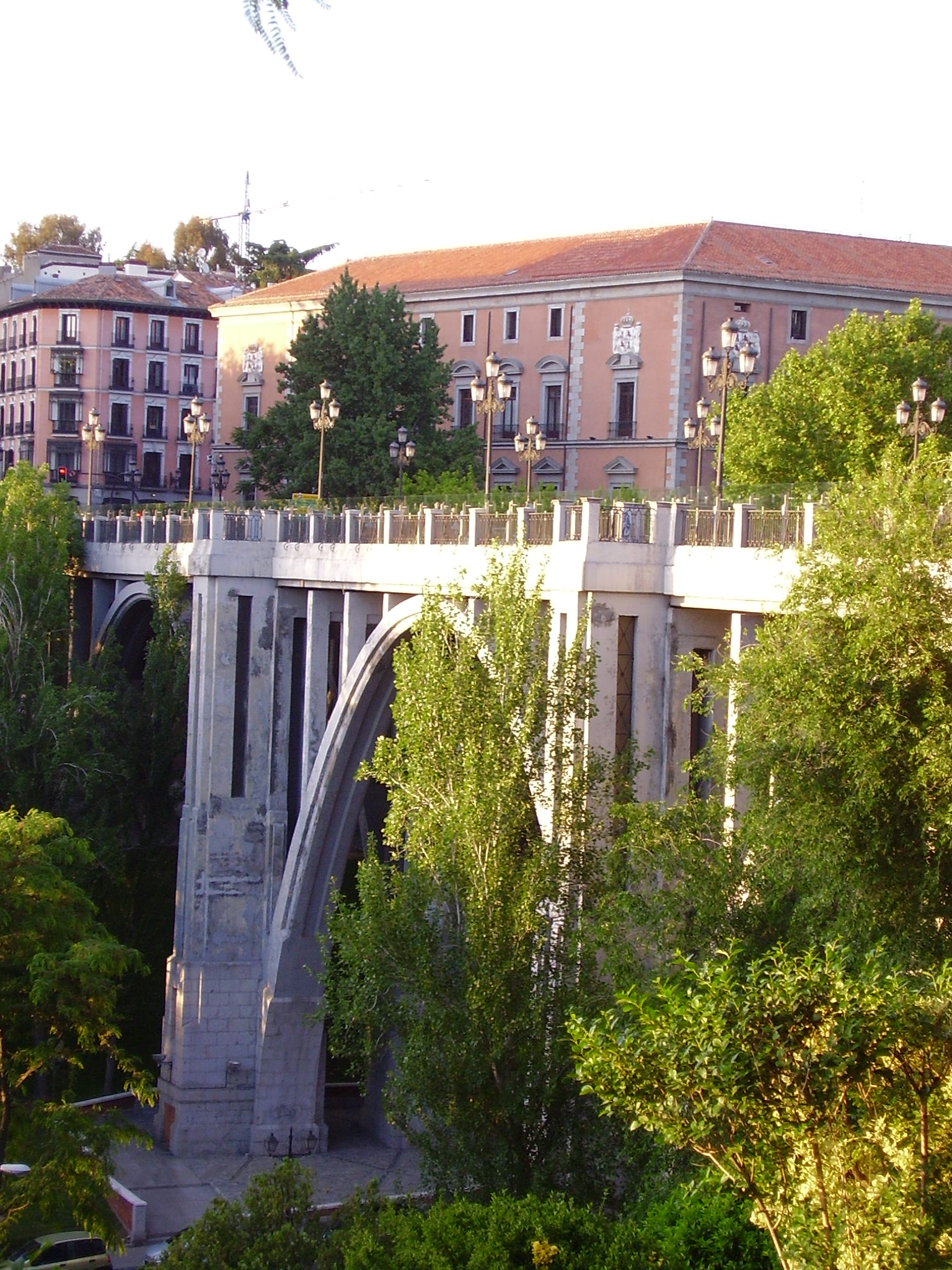
Viaducto de Segovia, debajo del cual pasa la calle homónima.
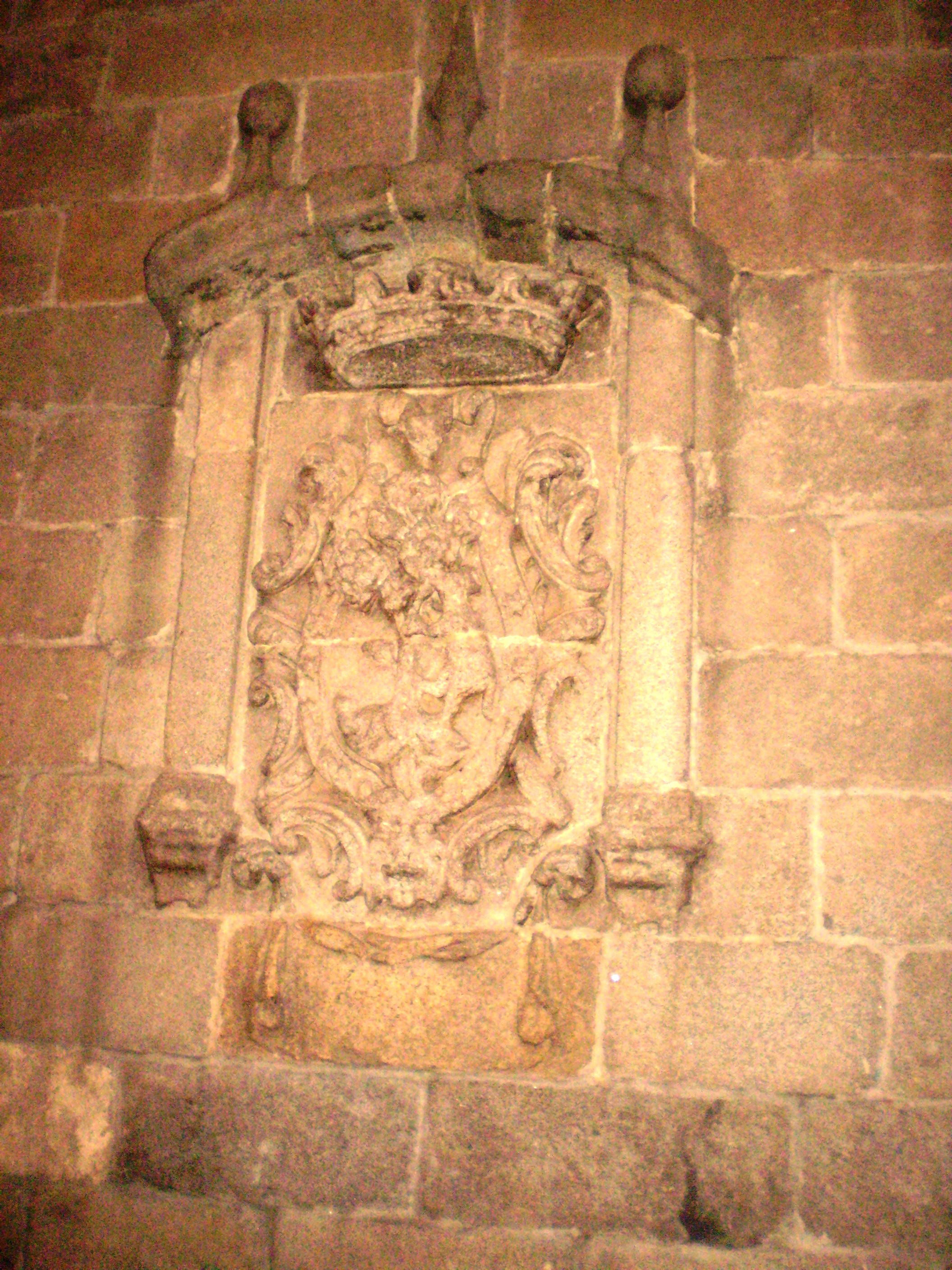
Casa del Pastor. El escudo de Madrid que se conserva en esta construcción está considerado como el más antiguo de la ciudad.
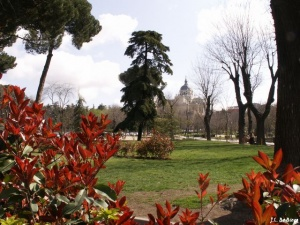
Vista del Parque de Atenas, que configura la cara norte de la calle de Segovia, en su tramo final. Al fondo, la Catedral de la Almudena.